# Filippo Camassei
Filippo Camassei (Roma, 14 de septiembre de 1848 – 18 de enero de 1921) fue un obispo italiano, patriarca latino de Jerusalén de 1906 a 1919 y cardenal desde 1919.

## Biografía
Filippo Camassei nació en Roma en 1848. Realizó los estudios eclesiásticos en el Pontificio Seminario Romano, donde obtuvo los doctorados en teología, Derecho canónico y Civil. Fue ordenado presbítero el 12 de abril de 1872 e inició su labor pastoral en la diócesis de Roma. En 1876 se convirtió en secretario personal del cardenal Raffaele Monaco La Valletta, vicario general de Su Santidad para la diócesis de Roma. En 1874 fue nombrado rector del Pontificio seminario pio y el 10 de diciembre de 1889 de la Pontificia Universidad Urbaniana. El 13 de abril de 1897 recibió el título de Prelado doméstico de Su Santidad.
El 18 de marzo de 1904, Camassei fue nombrado arzobispo de Naxos por Pío X. Recibió la consagración episcopal en la capilla de la Universidad Urbaniana el 10 de abril de manos del cardenal Girolamo Maria Gotti, O.C.D., actuando como coconsagrantes los arzobispos Pietro Gasparri y Edmund Stonor. El 6 de diciembre de 1906 fue nombrado patriarca latino de Jerusalén. Su mandato duró hasta 1919, pero el 19 de noviembre de 1917 fue expulsado de Jerusalén por los otomanos. 
Fue acogido en Nazaret por los franciscanos y continuó supervisando las parroquias del norte de Mutasarrifato de Jerusalén. Tras la Victoria anglofrancesa en la Batalla de Jerusalén (1917) regresó el 3 de noviembre de 1918. Poco después, en mayo de 1919, fue a Roma a visitar la Curia. El Papa Benedicto XV lo creó cardenal presbítero de Santa Maria in Aracoeli en el consistorio del 15 de diciembre y cuatro días desosé renunció al patriarcado.
Camassei murió en Roma el 18 de enero de 1921 a la edad de 72 años y fue enterrado en el sepulcro del Colegio de S.C. Propaganda Fide en el cementerio de Campo Verano.

## Condecoraciones
- Gran Maestre de la Orden del Santo Sepulcro de Jerusalén ( Santa Sede).